# ケイン・ザ・バンパイア
『ケイン・ザ・バンパイア』（海外ではブラッド・オーメン レガシー・オブ・ケイン(Blood Omen Legacy of Kain)）は、カナダのシリコンナイツが開発したコンピュータゲームである。
このゲームは北米で1996年11月プレイステーション用ゲームソフトとして、クリスタル・ダイナミックスから発売された。その翌年である1997年7月にはMicrosoft Windowsでも発売されていた。また、日本でもプレイステーション版が、1997年5月30日にBMG Interactiveからケイン・ザ・バンパイアと言う題名で発売された。セガサターン版も発売予定があったがキャンセルされた。
この作品は「レガシー・オブ・ケイン(Legacy of Kain)」シリーズの第1作目である。

## あらすじ
主人公・ケインは、人間であったが何者かの陰謀により殺害され吸血鬼として甦った。そして彼は殺戮を繰り返すなかで黒幕を暴き、吸血鬼の弱点を克服したり、新しい能力を身につけていく。

## 登場人物
ケイン
声：サイモン・テンプルマン/井上和彦
旅の途中で盗賊たちに殺されたがモータニアスにより吸血鬼としてよみがえった男。生前は貴族で王に仕えていた騎士だった。セミロングをオールバックにした髪型。生前は人間らしい肌色であったがヴァンパイアとなってからは灰色の肌となった。戦闘スタイルとしては剣技を基本としながらも魔法などで敵を屠るなどをする。自分を殺した者たちを殺害し、復讐を果たすが更なる陰謀に巻き込まれることとなる。
アリエル
声：アンナ・ガン/鈴木千春
美しく強大な魔女。物語開始時点にあたる30年前に何者かに殺されるが、幽霊として柱の聖地にいる。生前は神秘の輪の一人だった。
メビウス
声：リチャード・ドイル/田中冬星
ケインの宿敵。狂気に満ちた魔法使いで、ケインを執拗に狙う。実は神秘の輪の一人。時を駆け巡ることができる。
物語序盤では"Oracle of Nosgoth"という名前で登場していた。
なお、開発当初は"Bridenal"という名前で通っていた。
ボラドール
吸血鬼。物語開始時点の500年前に同胞を殺された復讐から神秘の輪を襲撃、9人の内、6人を殺害する。
モータニアス
ケインをバンパイアとして蘇らせた謎の男。後に神秘の輪の一人であることが判明する。また、ケインの殺害の主犯者であったことも判明する。

## 用語
サラファン教団
メビウスによって築き上げられた対吸血鬼の為の教団。

## 評価
海外では、この作品における声優の演技・陰鬱な雰囲気・感動的なストーリーラインが評価された。